# Wydział Studiów Społecznych w Gliwicach Wyższej Szkoły Bezpieczeństwa w Poznaniu
Wydział Studiów Społecznych w Gliwicach Wyższej Szkoły Bezpieczeństwa w Poznaniu – jednostka Wyższej Szkoły Bezpieczeństwa w Poznaniu powstała w Gliwicach w 2010 roku. Misją Uczelni jest propagowanie bezpieczeństwa publicznego i bezpieczeństwa człowieka, edukacja oparta na profesjonalnej wiedzy oraz kształcenie dla bezpieczeństwa. 

## Struktura
Od początku istnienia w Gliwicach studenci mogą kształcić się na kierunku Bezpieczeństwo Narodowe. Z czasem uruchomiono kolejne kierunki: Pedagogikę i Psychologię. Filia w Gliwicach kształci na poziomie 3-letnich studiów licencjackich, w systemie stacjonarnym i niestacjonarnym. Dodatkowo w ofercie znajdują się studia podyplomowe. Dziekanem wydziału jest dr inż. Ewa Makosz.

## Podstawowe informacje
Filia Wyższej Szkoły Bezpieczeństwa w Gliwicach prowadzi nabór na studia licencjackie i podyplomowe. Uczelnia kształci w systemie stacjonarnym i niestacjonarnym. W ofercie są również liczne kursy i szkolenia, zarówno dla osób prywatnych, jak i instytucji oraz zakładów pracy.
- Kierunki studiów licencjackich:
  - Pedagogika
  - Bezpieczeństwo Narodowe
  - Psychologia
- Kierunki studiów podyplomowych m.in.:
  - Edukacja obronna i zarządzanie kryzysowe
  - Agent celny
  - Inspektor ochrony danych z archiwistyką
  - Coaching i doradztwo zawodowe
  - Logopedia z komunikacją alternatywną
  - Zarządzanie BHP
  - Zarządzanie kryzysowe w Systemie Bezpieczeństwa Narodowego
  - Kryminalistyka i metody zwalczania przestępczości
  - Mediacje i negocjacje
  - Bezpieczeństwo antyterrorystyczne
  - Zoopsychologia.